# Мевасерет-Цион
Мевасерет-Цион или Мевассерет-Цийон (ивр. מבשרת ציון‎, предвестница Сиона) — местный совет в Иерусалимском округе Израиля, его площадь составляет 6390 дунамов.
Расположен по обе стороны шоссе № 1 (дорожная развязка Харель), на 6 километров западнее въезда в Иерусалим. Нынешний местный совет получился путём слияния посёлков Мевасерет-Йерушалаим, Маоз-Цион А и Маоз-Цион Б в 1963 году.
Посреди посёлка возвышается гора Маоз, на которой расположен национальный парк «Кастель»; в посёлке есть памятник бойцам бригады «Харель», погибшим у Кастеля в Шестидневной войне от иорданского огня. Также в Мевасерет-Цион находятся три иностранных посольства: Парагвая, Боливии и Коста-Рики.
Первые жители посёлков — репатрианты из Курдистана, Ирака, Ирана и Северной Африки, которых размещали во временных посёлках (т. н. маабарот).
С 1978 в Мевасерет-Цион стали переезжать иерусалимские семьи, в основном — светские, желающих найти себе тихое место сельского характера неподалёку от крупного города.
В Мевасерет-Цион действуют средняя школа и иешива.
Естественный прирост населения — 3,7 %.
71,3 % учеников получают аттестат зрелости.
Средняя зарплата на 2007 год — 9180 шекелей.

## Население
По данным Центрального статистического бюро Израиля, население на начало 2020 года составляло 24 052 человека.
График роста населения Мевасерет-Цион: